# كلارا إيزابيلا هاريس
كلارا إيزابيلا هاريس هي رسامة كندية، ولدت في 12 أكتوبر 1887 في King City, Ontario ‏ في كندا، وتوفيت في 1974 في تورونتو في كندا.